# Льготка
Льготка — деревня в Дальнеконстантиновском районе Нижегородской области. Входит в состав Сарлейского сельсовета.

## География
Находится в 4,5 км от Дальнего Константинова и в 65 км от Нижнего Новгорода

## История
В «Списке населенных мест» Нижегородской губернии по данным за 1859 год значится как владельческая деревня при ключe 60 верстах от Нижнего Новгорода. В деревне насчитывалось 37 дворов и проживало 189 человек (93 мужчины и 96 женщин). В национальном составе населения преобладали терюхане.

## Население
| 2002 | 2010 |
| ---- | ---- |
| 5    | ↘2   |

Национальный состав
Согласно результатам переписи 2002 года, в национальной структуре населения русские составляли 100 % из 5 человек..

## Улицы
В деревне проходит единственная улица — Крестьянская улица